# 小行星3315
小行星3315（3315 Chant）是一颗绕太阳运转的小行星，为主小行星带小行星。该小行星于1984年2月8日发现。

## 轨道参数
小行星3315的轨道半长轴为2.6393834 UA，离心率为0.088。